# Johannes Hermanus Gunning (1768-1853)

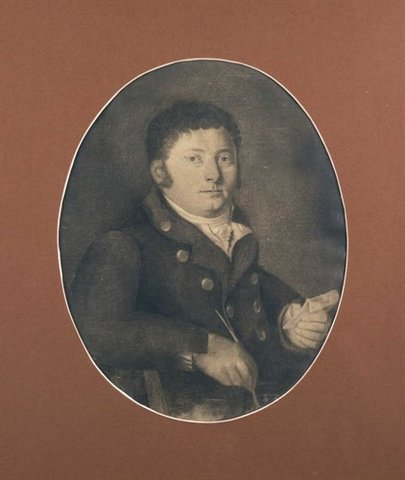
Johannes Gunning

Johannes Hermanus Gunning (Haarlem, 14 november 1768 – aldaar, 6 maart 1853) was een Nederlands ondernemer en bestuurder.

## Biografie
Gunning was een lid van de familie Gunning en een zoon van de Haarlemse wever en fabrikeur Johann Berndt Gönning (1733-1798) die vanuit Rheda naar Haarlem was getrokken, net als twee van zijn broers. Hij was koopman in linnen en bont te Amsterdam waar hij in 1790 poorter van werd. Hij was in 1805 medeoprichter en later directeur (tot 1853) van de Haagsche Assurantie Compagnie voor Brand &c. Vanaf 1808 (tot 1824) was hij eigenaar van papiermolen De Vlijt te Apeldoorn en daarmee papierfabrikant. In die laatste plaats nam hij in 1811 zitting in de municipale raad, terwijl hij van 1811 tot 1813 maire van Apeldoorn was.
Gunning trouwde in 1789 met Margaretha Rutgers (1770-1836), uit welk huwelijk dertien kinderen werden geboren, en zij waren de grootouders van drie bekende hoogleraren:
- Prof. dr. Jan Willem Gunning (1827-1900), hoogleraar scheikunde
- Prof. dr. Johannes Hermanus Gunning (1829-1905), hoogleraar theologie en voorvechter van de ethische theologie
- Prof. dr. Willem Marius Gunning (1834-1912), hoogleraar oogheelkunde

- Biografisch Portaal: 14577527
- Gemeinsame Normdatei: 101684983
- International Standard Name Identifier: 0000 0000 4405 7587
- Library of Congress Control Number: nb2006013599
- Nederlandse Thesaurus van Auteursnamen: 290505399
- Virtual International Authority File: 49596832
- WorldCat: E39PBJtmq4GMXM3hVYygKH63Qq